# Carex intumescens
Carex intumescens là một loài thực vật có hoa trong họ Cói. Loài này được Rudge mô tả khoa học đầu tiên năm 1804.

## Hình ảnh

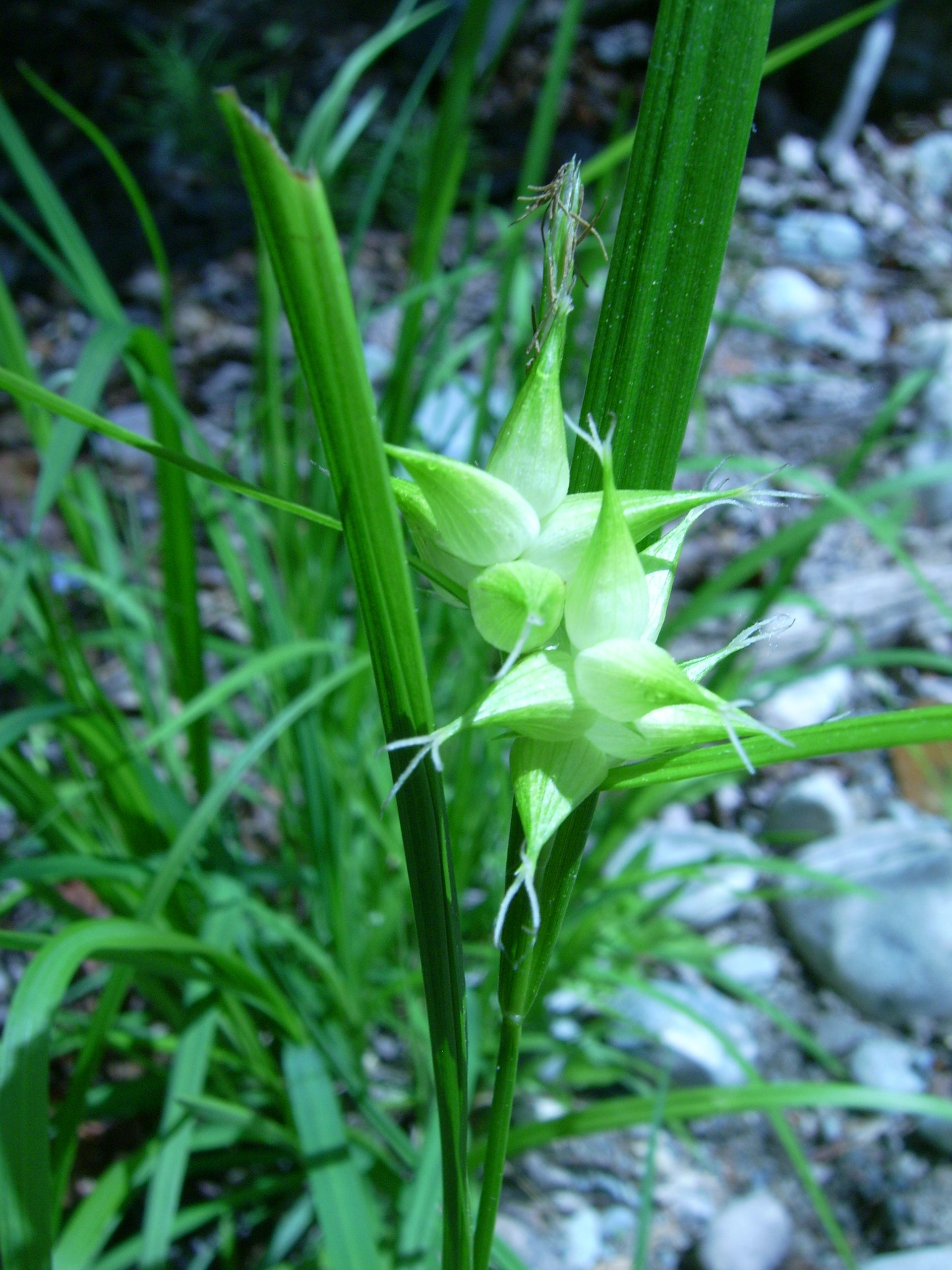
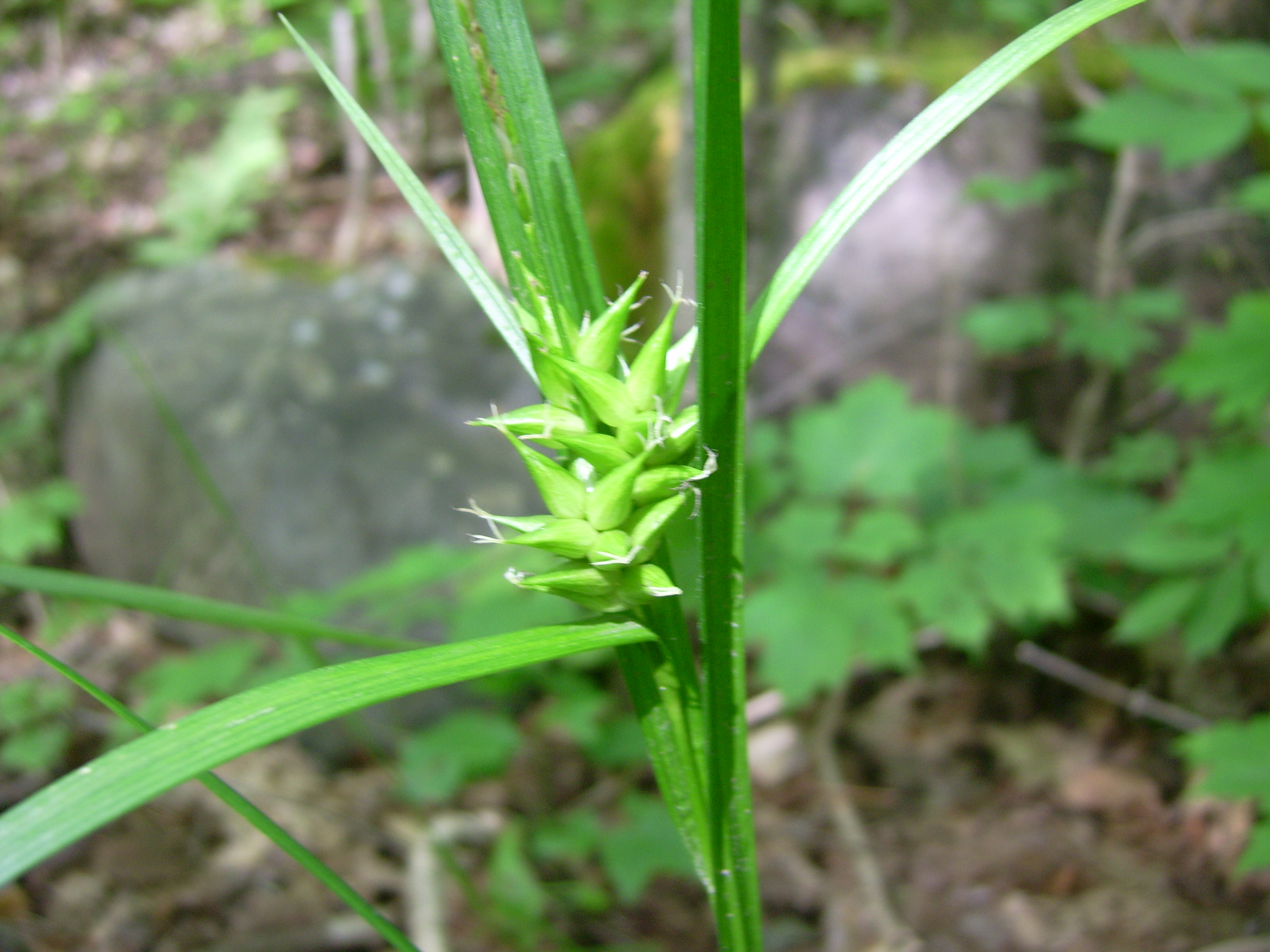